# Mircza III
Mircza III (rum. Mircea al III-lea) – hospodar Wołoszczyzny w latach 1509–1510 z dynastii Basarabów.
Był synem Mihnei I Złego i objął tron wołoski po obaleniu ojca przez stronnictwo protureckie (z rodziną Craiovești na czele) jesienią 1509. Panował zaledwie kilka miesięcy, do wiosny 1510. Być może był ojcem hospodara wołoskiego Aleksandra II Mirczy oraz hospodara mołdawskiego Piotra V Kulawego.